# Bombardier Flexity Link
Der Flexity Link ist ein Niederflur-Straßenbahn- bzw. Stadtbahn-Gelenktriebwagentyp von Bombardier Transportation. Als Tram-Train konzipiert können die Triebwagen sowohl auf städtischen Straßenbahnstrecken als auch auf Eisenbahnstrecken verkehren, sis entsprechen daher sowohl der Eisenbahn-Bau- und Betriebsordnung (EBO) als auch der Straßenbahn-Bau- und Betriebsordnung (BoStrab) und sind als Zweisystemfahrzeuge ausgeführt. Der Flexity Link war das erste uneingeschränkt vollbahntaugliche Zweisystemfahrzeug gemäß EBO in Deutschland. Dies ermöglicht, entsprechende Infrastruktur vorausgesetzt, eine umsteigefreie Anbindung der Region an die Innenstädte.
Der Typ Flexity Link wurde nur an die Regionalstadtbahn Saarbahn in und um Saarbrücken geliefert, wo die Wagen als Baureihe S 1000 eingestellt sind. Für den Betrieb auf dem Eisenbahnnetz sind die Triebwagen mit UIC-Betriebsnummern 94 80 0450 1xx versehen worden, wobei die letzten beiden Stellen mit den letzten beiden Stellen der Saarbahn-Nummer übereinstimmen.
Vom Hersteller Bombardier wurden die Flexity Link mit den Flexity Swift unter dem Begriff Flexity Light Rail bzw. Flexity Stadtbahnen zusammengefasst. Sowohl Flexity Link als auch Flexity Swift basieren auf den niederflurigen Stadtbahnwagen des Typs T für die Wiener U-Bahn-Linie U6 und können technisch als eine Fahrzeugfamilie verstanden werden. Spätere Tram-Train-Triebwagen aus dieser Fahrzeugfamilie, wie etwa die ET 2010 für die Stadtbahn Karlsruhe, wurden unter dem Typ Flexity Swift ausgeliefert.
28 Triebwagen wurden von der Saarbahn 1995 bestellt. Gefertigt wurden sie im Bombardierwerk in Wien-Floridsdorf. Ihre Höchstgeschwindigkeit beträgt 100 km/h, betrieblich sind jedoch nur 90 km/h zugelassen, die maximale befahrbare Steigung beträgt 80 ‰. Pro Wagen sind 96 Sitz- und 147 Stehplätze verfügbar; ein Wagen ist 37 m lang.
Die Triebwagen sind auf der Saarbahn (Linie S1) im Großraum Saarbrücken im Einsatz und kommen auf dieser Linie bis ins französische Saargemünd. Sie verkehren auch in Doppeltraktion.
Von 2001 bis 2005 wurden sechs Triebwagen (Wagen 1002, 1003, 1004, 1005, 1011 und 1013) für den RegioTram-Kassel-Vorlaufbetrieb nach Kassel ausgeliehen. Von Dezember 2009 bis Dezember 2013 kamen auch auf der Linie S9 der Stadtbahn Karlsruhe drei Flexity Link-Triebwagen (Wagen 1018, 1024, 1028) der Saarbahn zum Einsatz.
Die Ausmusterung der Fahrzeugserie begann mit dem Triebwagen 1001, welcher am 4. März 2024 nach Trier zu einem Schrotthändler zur Zerlegung überführt wurde. Zum Abschied unterschrieben Mitarbeiter der Saarbahn auf dem ausgemusterten Triebwagen. Die übrigen Fahrzeuge sind 2024 noch bei der Saarbahn im Einsatz, wobei es aufgrund eingeschränkter Fahrzeugverfügbarkeit zeitweise zu Reduktionen im Fahrplan kam.
Als Nachfolge wurde seitens der Saarbahn im Zuge der gemeinsamen Beschaffung von deutschen und österreichischen Stadtbahnunternehmen VDV Tram-Train Stadler Citylink bestellt. Der Fahrgastbetrieb und damit einhergehend der Ersatz der Flexity Link ist ab 2026 vorgesehen.